# Continue as a Guest
Continue as a Guest è il nono album in studio del gruppo musicale canadese The New Pornographers, pubblicato nel 2023.

## Tracce
Testi e musiche di A. C. Newman, eccetto dove indicato.

1. Really Really Light – 3:21 (Newman, Dan Bejar)
2. Pontius Pilate’s Home Movies – 3:54
3. Cat and Mouse with the Light – 3:59
4. Last and Beautiful – 4:17
5. Continue as a Guest – 4:24
6. Bottle Episodes – 4:12
7. Marie and the Undersea – 4:42
8. Angelcover – 3:30
9. Firework in the Falling Snow – 3:21 (Newman, Sadie Dupuis)
10. Wish Automatic Suite – 5:20

## Formazione
- Neko Case – voce (tracce 2-8, 10)
- Kathryn Calder – tastiera, voce (1)
- John Collins – basso, chitarra, tastiera
- Todd Fancey – chitarra
- A. C. Newman – voce (1-2, 4-6, 8-10), chitarra, basso, tastiera
- Joe Seiders – batteria, voce